# یواس‌اس هریر (ای‌ام-۳۶۶)
یواس‌اس هریر (ای‌ام-۳۶۶) (به انگلیسی: USS Harrier (AM-366)) یک کشتی بود که طول آن ۱۸۴ فوت ۶ اینچ (۵۶٫۲۴ متر) بود. این کشتی در سال ۱۹۴۴ ساخته شد.